# Ludwikowice Kłodzkie
Ludwikowice Kłodzkie is een plaats in het Poolse district Kłodzki, woiwodschap Neder-Silezië. De plaats maakt deel uit van de gemeente Nowa Ruda en telt 2540 inwoners.